# Fachgruppe Notversorgung und Notinstandsetzung

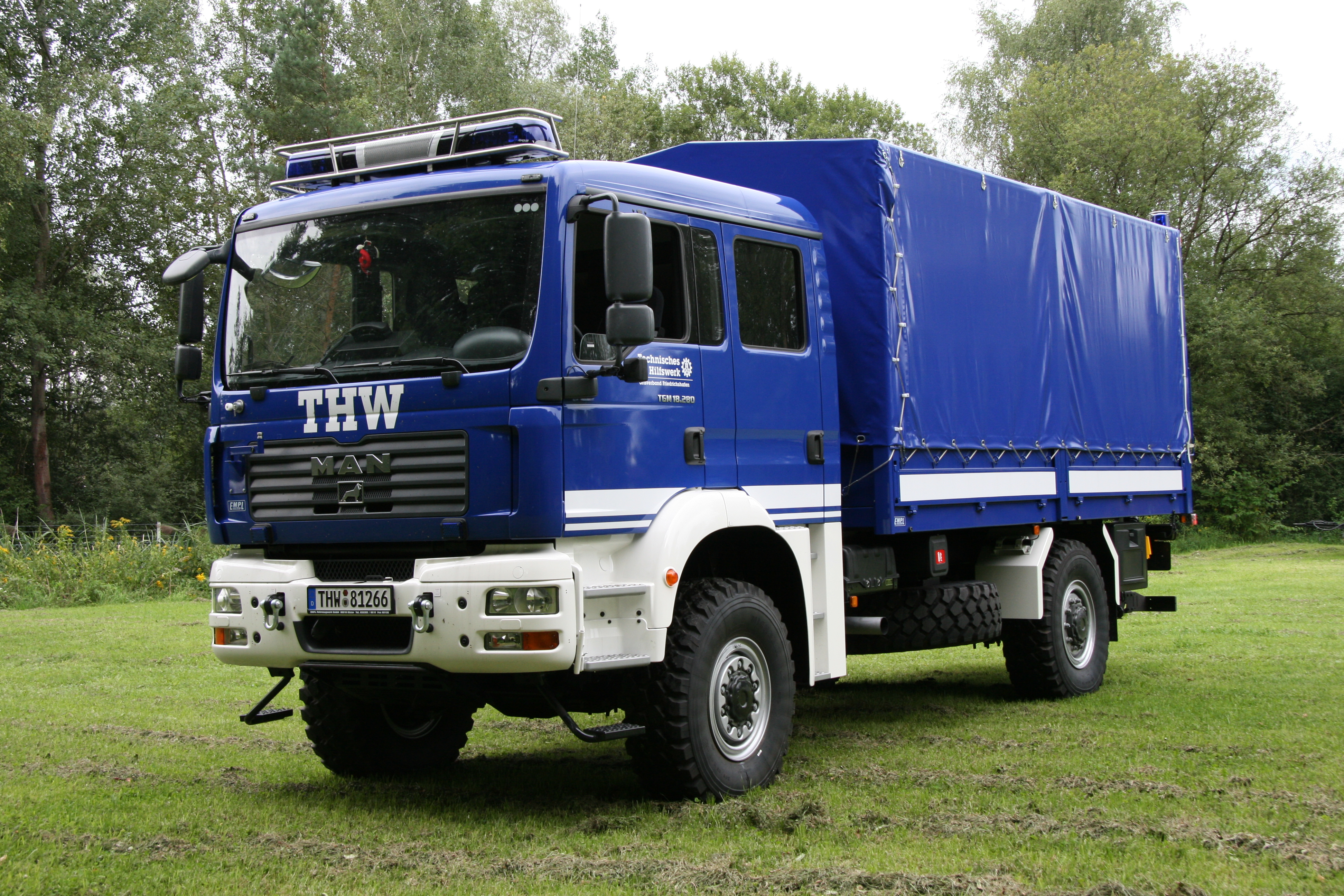
Mehrzweckkraftwagen (MzKW) des THW. Ein spezieller Mehrzweckgerätewagen (MzGW) für die FGr N ist seit 2020 im Zulauf.

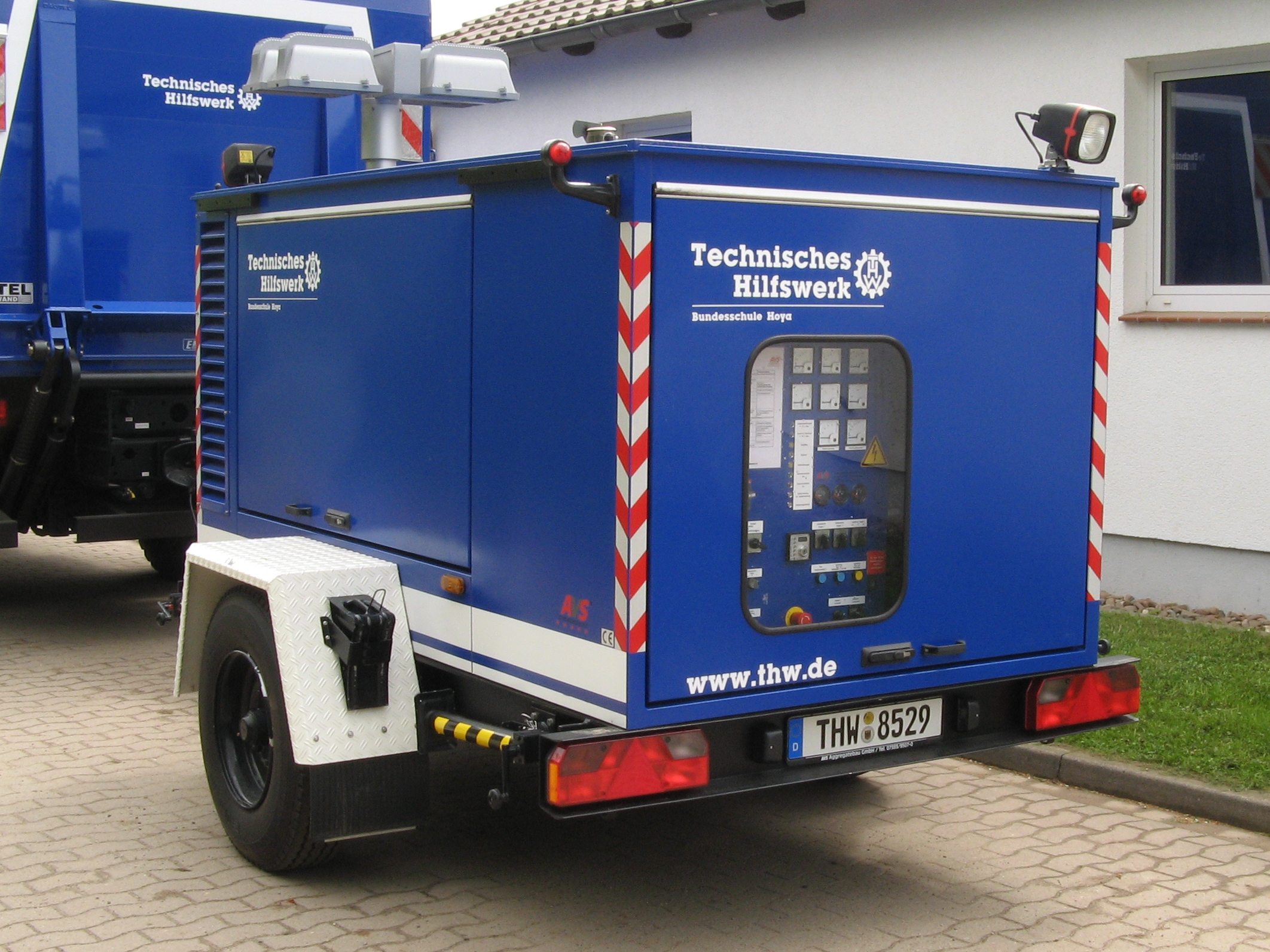
Anhänger Netzersatzanlage NEA 50 kVA

Die Fachgruppe Notversorgung und Notinstandsetzung (FGr N) ist eine Fachgruppe des THW für  Aufgaben im Bereich der  Notversorgung und Notinstandsetzung. Die FGr N ist als Bindeglied zwischen  weiteren Fachgruppen konzipiert. Das bedeutet, dass die FGr N ihre Aufgaben sowohl eigenständig als auch zu Unterstützung anderer Einheiten wahrnimmt. 
Die Kernaufgaben der Fachgruppe Notversorgung und Notinstandsetzung umfassen:
- Arbeiten am und auf dem Wasser
- Beleuchten einer Punkteinsatzstelle oder einer Fläche/Strecke
- Elektroarbeiten (leicht bis ca. 13 kVA und mittel ca. 50 kVA)
- Pumparbeiten (im  Leistungsspektrum  zwischen  der Bergungsgruppe und der Fachgruppe Wasserschaden/Pumpen)
- Transportieren von Gefahrgütern (Land) unterhalb von 1000 Punkten gemäß ADR
- Transportieren von Gütern an Land
- Transportieren von Gütern bis 500 kg auf dem Wasser
- Transportunterstützung von Einsatzkräften anderer THW-Teileinheiten
- Transportieren von kleineren Personengruppen auf dem Wasser
- Notunterbringung
- Notversorgung
- Durchführung von Technischer Hilfe

Die Aufstellung der Fachgruppe ist Teil des Rahmenkonzept THW 2018. Dieses sieht vor, dass mind. 75 % aller Ortsverbände über eine solche Fachgruppe verfügen sollen. In der Regel wird die zweite Bergungsgruppe eines Technischen Zuges in eine FGr N überführt. Mit der Aufstellung der FGr N wurde 2019 begonnen.

## Fahrzeuge/Ausstattung
Die Stärke- und Ausstattungsnachweisung (StAN) des THW sieht für die Notversorgung und Notinstandsetzung folgende Fahrzeuge vor:
- Mehrzweckgerätewagen (MzGW)
- Multifunktionsanhänger (12 t)
- Anhänger  mit  Netzersatzanlage (ca.  50  kVA)
- kleines Boot mit Zubehör
- Gabelstapler

Anstelle des Mehrzweckgerätewagens nutzen einige Ortsverbände weiterhin den Mehrzweckkraftwagen aus den ehemaligen 2. Bergungsgruppen.

## Personal/Stärke
Kurzform:
0/2/7/9
Funktions- und Helferübersicht:
- 1 Gruppenführer (GrFü)
- 1 Truppführer (TrFü)
- 7 Fachhelfer